# Улица Герцена (Киев)
У́лица Ге́рцена (укр. ву́лиця Ге́рцена) — улица в Шевченковском районе города Киева, местность Лукьяновка. Пролегает от улицы Юрия Ильенко до конца застройки.
Примыкают улицы Лермонтовская, Древлянская, Овручская и Академика Ромоданова.

## История
Улица возникла в 1870—1890-х годах. Сначала это был безымянный проезд, но, когда в 1890 году в сквере на пересечении с Большой Дорогожицкой улицей (современная улица Мельникова) была сооружена часовня св. Осия, проезд стали называть Осиевским. В 1892 году его официально обозначили на плане города как Осиевскую улицу. Но новосозданная улица была слишком короткой, а дома на ней были пронумерованы так, словно они находились на Большой Дорогожицкой улице. Продолжением Осиевской улицы служила Малодорогожицкая улица, которая имела собственную нумерацию, что создавало беспорядок и непонимание. В конце-концов местные жители обратились в 1910 году к городской власти с прошением решить этот вопрос, и в 1912 году обе улицы были объединены под названием Осиевская улица и перенумерованы заново, от разветвления с Большой Дорогожицкой.
Современное название улица получила в 1939 году, в честь русского писателя А. И. Герцена. Заключительный отрезок улицы Герцена — незастроенный спуск к Репьяховому яру — существует под неофициальным названием спуск Герцена и обозначен как таковой на некоторых картосхемах Киева.

## Застройка
В конце XIX — в начале XX века улица имела обычную двухэтажную застройку, часть которой сохранилась до второй половины XX столетия. Среди домов по улице Герцена выделяется № 6 — особняк, принадлежавший архитектору Эдуарду Брадтману. Двухэтажное здание, возведённое в 1914 году в стиле модерн. Фасад украшен орнаментальными вставками и деталями.
Ещё одним памятником истории и архитектуры является здание № 12 — бывший особняк Бельского, в советское время — дача Н. Хрущёва. В 1889 году аптекарский помощник Октавиан Бельский приобрёл в Кмитовом Яру участок под строительство. В 1893 году тут началось строительство усадьбы по проекту архитектора Н. Казанского. Здание имело девять окон по фасаду, с двумя ризалитами по краям, которые переходили в башнеподобные объёмы, увенчанные банями со шпилем. Фасад был декорирован в стиле неоренессанса. Позднее Бельский, став уже собственником аптеки, приобрёл соседний участок и соорудил на ней второй особняк, который сдавался в аренду. Оба дома, окружённые парком, составили отделённую от остальной застройки усадьбы. В 1920-х годах особняки были национализированы, а парк стал местом общественного отдыха. Со временем усадьба была переоборудована на режимный объект. Сначала тут проживал в 1934—1937 годах народный комиссар внутренних дел УССР В. А. Балицкий. По его указанию левое крыло особняка расширили, а в парке соорудили многочисленные малые архитектурные формы — мостики, беседки, статуи. Перед Великой Отечественной войной 1941—1945 годов вся усадьба использовалась как пионерский лагерь. В конце 1943 года сюда переехал член Военного Совета I Украинского фронта Н. Хрущёв, и проживал тут до 1949 года. Когда Хрущёв переехал в Москву, усадьба продолжала быть резиденцией первых секретарей ЦК. Последним тут проживал П. Е. Шелест. Его преемник В. Щербицкий передал особняк Научно-исследовательскому институту педиатрии, акушерства и гинекологии.

## Памятники архитектуры
- Дом № 6 — бывший особняк архитектора Э. П. Брадтмана.